# Lac deth Còth deth Hòro
El lac deth Còth deth Hòro (nom en aranès) és un llac de muntanya situat a 2.223 m sobre la frontera entre el municipi aranès de Vielha e Mijaran i el ribagorçà de Benasc. En la seva part aragonesa està situat al Parc Natural de Pocets-Maladeta, tocant a la valleta de l'Escaleta.
Entre el Mall de l'Artiga (2710 msnm) i la Pena Nera, les seues aigües baixen a la vall d'Aran pel barranc dera Ribèra i s'uneixen amb la Garona, per la qual cosa forma part de la conca hidrogràfica d'aquest riu.